# 李亞蒨
李亞蒨（1979年12月10日—），台灣新聞主播，現任鳳凰衛視主播。

## 生平
曾任職於年代新聞台、中天新聞台 。在年代新聞台時期，固定時段為中午12點鐘的年代午報，亦曾在年代新聞台主持過《年代生活家》、《台灣什麼都好吃》等節目。
出身於軍人世家的嚴謹教育，李亞蒨的英語能力紮根於教會學校『崇光女中』，高中時代即前往美國就讀的她，在美國University of South Dakota接受新聞教育，除了主修大眾傳播之外，學習科目尚包括電影製作、廣播、中英口譯、以及西班牙文學。
在2002年取得新聞碩士後，李亞蒨返台加入台灣年代新聞台，期間曾多次出國採訪報導，包括赴希臘雅典採訪雅典奧運，前往印度採訪眼盲患者等，也曾在東風電視台參與《流行追蹤》及《Fashion News》採訪製作。除了工作之外，李亞蒨對美食相當熱忱，長期經營美食部落格而成為網路名人，並且認真鑽研飲食文化，而於2013年11月出版書籍《美味三十六計：貓兒主播的品味生活》。
2009年10月31日離開了有長達七年生涯的年代新聞台，隔日（2009年11月1日）轉任中天新聞台的專任主播。在中天任職期間，曾負責《中天電視早餐》與《中天午間新聞》、假日《中天晚間新聞》等各節整點新聞時段，並參與《紀錄台灣》製作。
於2014年9月30日離職，並於同年11月前往香港，加入鳳凰衞視。

## 學歷
- 崇光女中
- 美國南達科塔大學傳播管理碩士

## 經歷
- 年代新聞台記者、主播
- 中天新聞台主播

## 家庭背景
李亞蒨籍貫湖南，父親是湖南籍外省人，母親則是本省人。父親出身軍系，家教嚴格並重視孩子國際觀，鼓勵孩子出國求學。李亞蒨高中就隻身赴美求學，國語、英語皆佳，台語卻相當生澀。李亞蒨曾於書中回憶，「外婆真的很疼我，就算經濟不富裕也省吃儉用地買豬腳，替我煮麵線慶生。」由於外婆是本省人，李亞蒨只能以生澀台語溝通。

## 興趣專長
李亞蒨對美食文化相當熱忱，長期經營美食部落格而成為網路名人，且持續不斷鑽研各國飲食文化。
除了在國內尋找美食故事製作採訪，李亞蒨更曾遠赴德國採訪當地美食，並且以飲食做文化交流。2013年將多年美食研究集大成，
著作書籍《美味三十六計：貓兒主播的品味生活》，為其在美食界奠定一席之地。

## 曾任主播或主持人節目
| 年份                         | 頻道       | 節目               | 備註 |
| 2002年7月－2005年6月         | 年代新聞台 |                    | 記者 |
| 2004年8月－2009年10月31日    | 年代新聞台 | 《年代新聞》       |      |
| 2004年－2008年1月            | 年代新聞台 | 《年代早報》       |      |
| 2006年                       | 年代新聞台 | 《年代生活家》     |      |
| 2006年－2008年               | 年代新聞台 | 《台灣什麼都好吃》 |      |
| 2008年－2009年10月           | 年代新聞台 | 《年代午報》       |      |
| 2009年10月31日               | 年代新聞台 |                    | 離職 |
| 2009年11月1日－2014年9月30日 | 中天新聞台 | 《中天新聞》       |      |
| 2014年11月21日               | 鳳凰衞視   | 《華聞大直播》     |      |
|                              | 鳳凰衞視   | 《石評大財經》     |      |

## 著作
| 年份               | 書名                                 | 出版社     | ISBN               |
| 2013年11月13日初版 | 《美味三十六計：貓兒主播的品味生活》 | 大輿出版社 | ISBN 9789577919717 |
| 2016年5月初版      | 《香港地鐵遊》                       | 大輿出版社 | ISBN 9789863860112 |

## 外部連結
- 貓兒主播之家－udn部落格
- 新聞主播 李亞蒨的Facebook專頁
- Grace Li的Plurk專頁
- 李亞蒨的新浪微博
- 李亞蒨的Instagram帳戶